# 羅薩馬利亞·蒙蒂貝勒
羅薩馬利亞·蒙蒂貝勒（葡萄牙語：Rosamaria Montibeller，1994年4月9日—），是一名巴西女子排球運動員，司職副攻手。現效力於日本福島縣V1球隊電裝輕蜂。
她是巴西國家女子排球隊一員。羅薩馬利亞代表巴西在2020年夏季奧林匹克運動會女子排球比賽奪得銀牌，並在2024年夏季奧林匹克運動會女子排球比賽奪得銅牌。

## 生涯
羅薩馬利亞在2015年正式加入國家隊，2017年加入米納斯俱樂部開始她的職業排球生涯。俱樂部賽程銜接國家隊賽程，持續的工作行程讓她對排球逐漸失去熱情。比賽的壓力讓她感到疲憊，並確診抑鬱症。2018年賽季後與國家隊教練商討下決定休息調整，所以她在2019至2020年間不為國家隊效力。她在2021年正式重返國家隊，並首次代表巴西隊出戰奧林匹克運動會。最終奪得銀牌。
2024年入選巴西女子排球隊2024年巴黎奧運會最終十三人大名單，司職接應二傳。並奪得銅牌。

## 獎項

### 國家隊
- 2021年世界女排聯賽： - 亞軍
- 2021年東京奧運會女子排球比賽： - 亞軍
- 2022年世界女子排球錦標賽： - 亞軍
- 2024年巴黎奧運會女子排球比賽： - 季軍

## 個人生活
羅薩馬利亞為意大利特倫提諾人移民巴西的後裔，她在2023年取得意大利的護照，持有巴西和意大利的雙重國籍。